# 7161 Ґоліцин
7161 Ґоліцин (7161 Golitsyn) — астероїд головного поясу, відкритий 25 жовтня 1982 року.
Тіссеранів параметр щодо Юпітера — 3,502.